# Trône du Dragon

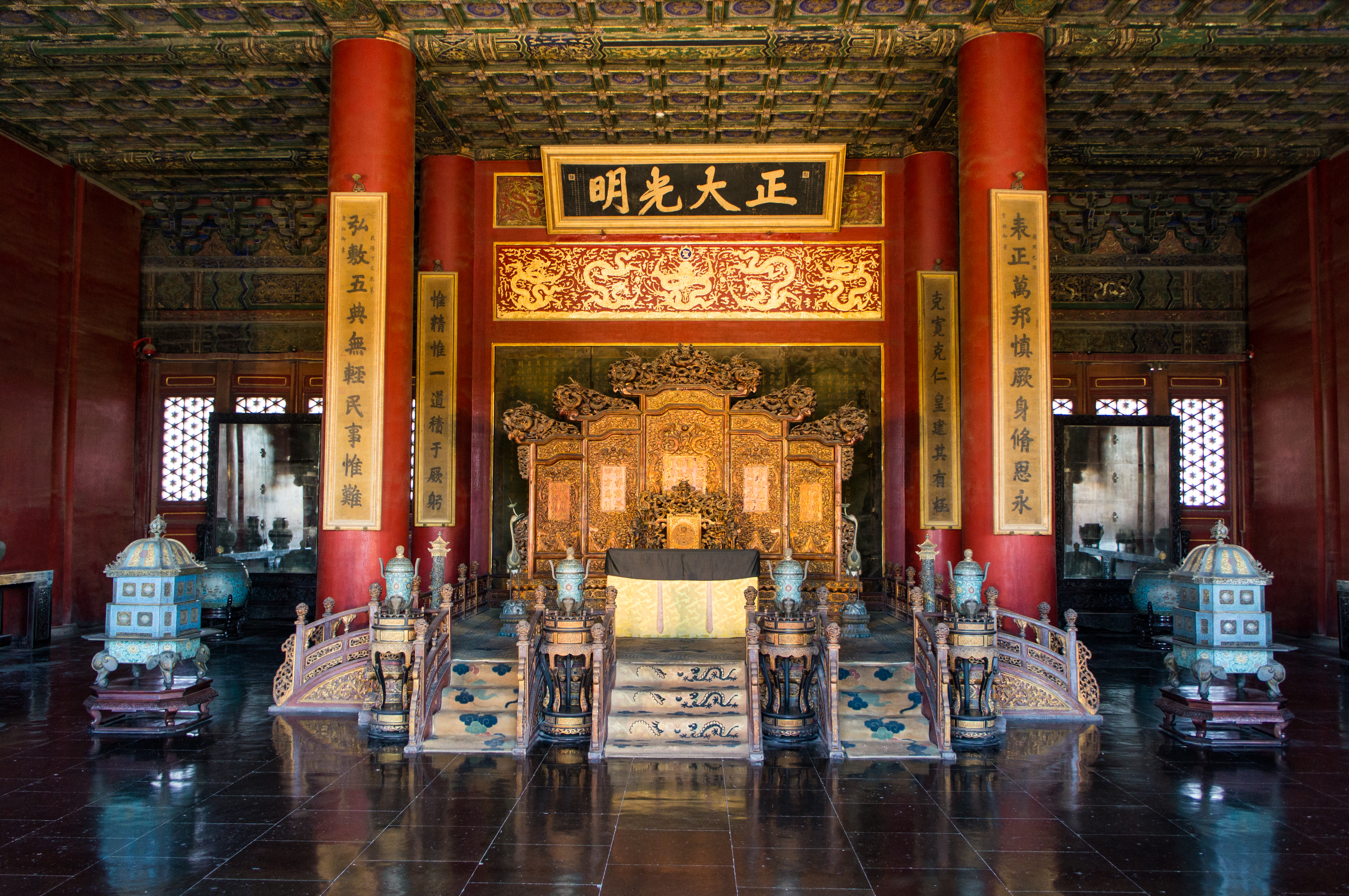
Le Trône du Dragon de l'Empereur de Chine du Palais de la Pureté céleste. Historiquement, ce trône a été érigé au centre de la Cité interdite, qui était elle-même considérée comme étant le centre du monde. La série de portes et de passages qu'un visiteur devait franchir avant d'atteindre l'empereur était destinée à inspirer l'admiration.

Le Trône du Dragon (chinois simplifié : 龙椅 ; chinois traditionnel : 龍椅 ; pinyin : lóng yǐ) est le trône de l'empereur de Chine. Comme le dragon est l'emblème de la puissance impériale divine, le trône de l'empereur, qui est considéré comme un dieu vivant, est connu sous le nom de « Trône du Dragon ». Ce terme peut désigner des sièges/trônes très spécifiques, comme ceux installés dans diverses structures de la Cité interdite de Pékin ou dans les palais de l'Ancien Palais d'Été. Métonymement, « le Trône du Dragon » peut également faire référence au chef de l'État et à la monarchie elle-même. L'empereur Daoguang aurait désigné son trône comme étant « l'ustensile divin ».

« Mon père sacré et indulgent avait, l'année où il commença à régner seul, décidé en silence que l'ustensile divin (le trône) devait être dévolu à ma méprisable personne. Connaissant la faiblesse de ma vertu, j'ai d'abord eu très peur de ne pas être assez compétent pour cette fonction; mais en réfléchissant au fait que les sages, mes ancêtres, ont laissé leurs plans à la postérité ; que sa défunte majesté m'a imposé ce devoir - et le trône du ciel ne devrait pas être vacant trop longtemps - j'ai fait violence à mes sentiments, et je me suis forcé à suspendre un moment mon chagrin sincère, afin d'obéir avec révérence au décret inaltérable et le 27 de la 8e lune (3 octobre), j'ai l'intention d'annoncer avec dévotion l'événement au ciel, à la terre, à mes ancêtres, et aux dieux de la terre et du grain, et je m'assiérai ensuite sur le trône impérial. »

## Siège de l'état
Le dragon est un des symboles de la Chine impériale, qui est présent sur le drapeau impérial et d'autres objets liés a l'empereur, y compris le trône. Selon les légendes, le dragon a le pouvoir de devenir visible ou invisible suivant la situation ou ses envies. Ce pouvoir fait de lui un factotum dans les « affaires divines » des empereurs chinois, ces derniers étant supposé être les fils du ciel, tirant leur pouvoir de la volonté divine. Le dragon est donc un symbole du pouvoir impérial, présent sur les monuments érigés sur ordre de l'empereur, sur les vêtements de ce dernier et le trône impérial, le « Trône du dragon ».
Ce terme peut être utilisé pour désigner un trône très spécifique, comme celui en bois de santal rouge présent dans le « Pavillon de l’Harmonie suprême »; qui est un objet unique destiné a l'usage exclusif de l'empereur.
Lorsque les troupes européennes et américaines pénètrent dans Pékin à la fin de la révolte des Boxers en septembre 1900, leurs soldats sont les premiers occidentaux à se retrouver en présence du trône du dragon, depuis l'ambassade néerlandaise d'Isaac Titsingh, Chrétien-Louis-Joseph de Guignes et Andreas Everardus van Braam Houckgeest auprès de l'empereur Qianlong en 1795. William Elliot Griffis fait partie de ceux qui se sont retrouvés devant le trône du dragon en cette occasion, avec des appareils photo et des carnets. Ils décrit ainsi ce qu'il a vus :   

« Il y avait le trône lui-même, un grand objet en trois parties. Au-dessus du siège spacieux situé au centre, avec un haut retable, deux grandes ailes s'étendaient à partir de la division centrale. Tout était en marbre blanc et en jade, généreusement sculpté selon les canons de l'art chinois. Le long de la partie supérieure se trouvaient des dragons, chacun « balançant l'horreur écailleuse de sa queue repliée » vers le siège central, sa tête dépassant vers l'extérieur dans l'air. Sous le trône se trouvaient les trois marches, sur la large deuxième desquelles le suppliant exécutait les neuf prosternations ou coups de tête. »

## Historique du terme
Dans la Chine impériale, le siège du pouvoir était appelé le « siège du dragon » ou le « trône du dragon ». Le fait d’accéder au pouvoir, les cérémonies d'intronisation proprement dite et l'acte de s'asseoir sur le Trône du Dragon étaient à peu près interchangeables en termes de revendication du titre d'empereur.
Avec le temps, le terme « Trône du Dragon » devient un concept métonymique abstrait, utilisé pour désigner le monarque et le pouvoir impérial dans sa globalité; de la même manière que le terme « Couronne britannique » en est venu a désigner la monarchie britannique elle-même et non juste le diadème des rois et reines de Grande-Bretagne.

## Usage rhétorique
Avec le temps, l'expression « Trône du Dragon » est donc devenu un trope, une figure de style, dont le sens exact varie selon le contexte dans lequel on l'utilise. Comme indiqué au chapitre précédent, elle peut être interprété comme une métonymie, comme, par exemple, on fait référence a telle ou telle « décision du Trône du Dragon » pour parler d'une décision prise par l'Empereur.
Mais cette expression peut également être utilisée comme une synecdoque, lorsque l'on rajoute à la métonymie une dimension de métaphore ou un jeu de mots en identifiant une conceptualisation étroitement liée, par exemple,
- En utilisant l'expression « Trône du dragon » pour faire référence à une partie du concept recouvert par cette figure de style, comme, par exemple, le trône en tant qu'objet physique :

« En 1368, l'un des premiers actes de l'empereur Hongwu lors de son ascension au trône du dragon fut de mettre en place un réseau d'espionnage de ses subordonnés et de répertorier pour la première fois l'ensemble de la population de la Chine. »

- En l'utilisant pour faire référence au pouvoir impérial chinois dans sa globalité

« En 1418, la flotte s'est amarrée juste à l'extérieur des récifs coralliens de Malindi (au large des côtes de l'actuel Kenya). Du ventre des grands navires sont sortis de petites barques et des hommes en somptueuse robe de soie. Et parmi les visages se trouvaient certains que le roi avait reconnus. Ces hommes, il les connaissait. Ils étaient ses propres ambassadeurs qu'il avait envoyés il y a des mois en mission de tribut. Les émissaires du Trône du Dragon les ramenaient chez eux, et ils apportaient des choses merveilleuses à échanger. Mais tant d'hommes et tant de navires étaient-ils venus en paix ou étaient-ils venus pour faire des citoyens de Malindi des sujets du Fils du Ciel ? »

- Enfin, en l'utilisant pour faire référence a un événement ou un fait lié au pouvoir impérial, comme lorsque dans certains textes on trouve « Trône du Dragon » pour faire référence au long règne de l'Empereur Qianlong (r. 1736-1795) ou encore pour le champ d'application du système impérial, par exemple,

« En 1921, ... le mouvement pour la restauration du Trône aura finalement l'approbation chaleureuse de la grande majorité du peuple. Ils l'accueilleront favorablement, non seulement parce que le Trône du Dragon a été pendant des années un élément essentiel du système confucéen, inséparable des idées d'une race agricole née et élevée sur le théisme patriarcal, mais aussi en raison de la corruption et du désordre impitoyables auxquels l'administration actuelle a été identifiée dans tout le pays. »

## Voir également
- Souverain chinois
- Droit divin
- Empereur de Chine
- Mandat du Ciel
- Liste des monarques de Chine
- Le Dernier Empereur
- Métonymie
- Synecdoque